# Стратеш
Стратеш е хълм с парк „Стратеш“ в Ловеч.

## Хълм
Според професор Анастас Иширков името Стратеш идва от личното име Страти, често повтарящо се в града. Хълмът е показан на карта, изработена от Феликс Каниц, с наименованието Велика планина. Турското население го нарича Кермизи тепе (Червена височина). А най-високата скалиста част – Баш кулеси (Голяма кула)
В руски карти и описания от времето на Руско-турската война (1877 – 1878) е наименуван Рижа(та) височина. Тук се водят бойните действия на лявата колона от отряда на генерал-майор Александър Имеретински за освобождаването на града от османско иго.

## Парк
Паркът „Стратеш“ носи името на естествения хълм, върху който е разположен. През 1902 г. започва оформянето на парка. В чест на Освобождението на Ловеч от османско владичество са издигнати първоначално Белият паметник и Черният паметник.
През 1956 г. се изготвя проект за цялостно изграждане. Автори са архитект Борис Иванчев, архитект Петко Еврев и инженер Коста Енчев. Обхваща площ от 1000 декара в североизточната част на града. Финансирането е със средства от самооблагане на гражданите и Градския народен съвет, Ловеч. Изградени са околопаметниковите пространства, туристически комплекс, летен театър, езеро с площ 2 декара, седмична детска градина, почивни станции, розариум, алпинеум и др. Засадени са характерните за града дървета и люлякови храсти.
През 1977 г. е оформена Алея на българо-руската дружба. В източната част на парка е Ловешкият зоопарк, характерен с голямо животинско разнообразие.
До парка води удобен път свързващ Ловеч и Севлиево. Има пряка пътна връзка под скалния венец със старинния квартал „Вароша“, водеща до паметника на Васил Левски и Ловешката средновековна крепост.
От парка се открива красива панорамна гледка. И днес е любимо място за разходка и отдих на ловешките граждани и гостите на града.